# 圣帕特里斯
圣帕特里斯（法語：Saint-Patrice，法語發音：[sɛ̃ patʁis] ⓘ）是法国安德尔-卢瓦尔省的一个旧市镇，属于希农区。2017年1月1日，圣帕特里斯与相邻的两个市镇合并为新市镇卢瓦尔河畔科托。

## 地理
圣帕特里斯（47°17'11"N, 0°18'24"E）面积17.18 平方千米，位于法国中央-卢瓦尔河谷大区安德尔-卢瓦尔省，该省份为法国中西部省份，北起萨尔特省、东北接卢瓦-谢尔省，东南接安德尔省，南至维埃纳省，西临曼恩-卢瓦尔省。
与圣帕特里斯接壤的市镇（或旧市镇、城区）包括：布雷埃蒙、卢瓦尔河畔拉沙佩勒、图赖讷地区安格朗德、里尼-于塞、卢瓦尔河畔圣米歇尔。
圣帕特里斯的时区为UTC+01:00、UTC+02:00（夏令时）。

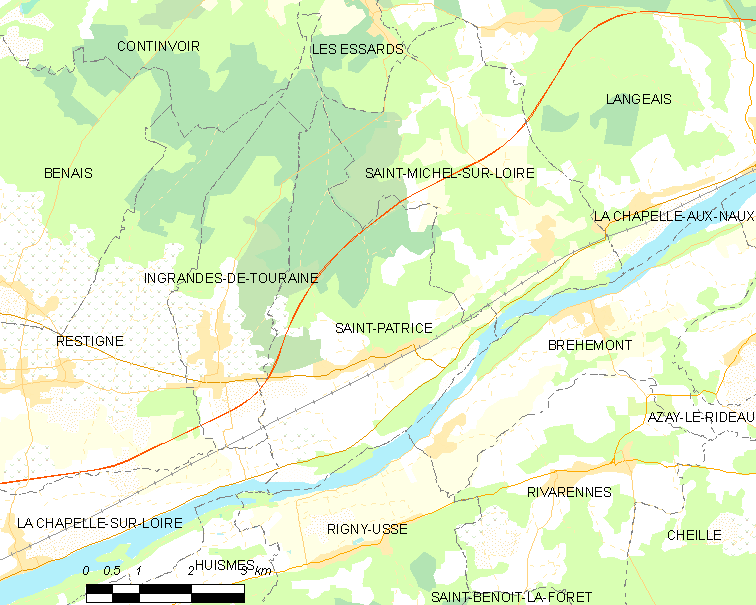
圣帕特里斯的OSM定位图

## 行政
圣帕特里斯的邮政编码为37130，INSEE市镇编码为37232。

## 政治
圣帕特里斯所属的省级选区为朗热县。

## 人口

1962-2008年间圣帕特里斯人口变化图示

圣帕特里斯于2018年1月1日时的人口数量为655人。